# Йоаким I Търновски
Йоаким I е първият търновски патриарх (1235 – 1246). По произход българин, съвременник на първите царе от династията Асеневци. Основател на Ивановския скален манастир.

## Биография
Още през младежките си години, „когато възненавидял измамата на този свят“, се посвещава на Бога. Установява се в един от манастирите на Света гора Атонска, където прекарва дните си „в непрекъснати молитви, пост и бдение“ и се прочува сред другите монаси, като благочестив човек и строг аскет, който „непрекъснато изтезавал тялото си“.
След много години, като подвижник, Йоаким се връща по българските земи и се установява с трима свои ученици около едно място край река Дунав, близо до село Красен (сега - в община Иваново, област Русе). Изсича малка скална църква в дефилето на река Русенски Лом, където достига такива висоти в монашеските си подвизи, че сам цар Иван Асен II чува за тях и отива да му се поклони. Царят извлича голяма духовна полза от посещението си, което вероятно е коренът на по-сетнешната им близост. Според един летопис, Йоаким бил много смирен и преподобен в методичното учение духовен отец на Иван Асен II. На тръгване владетелят, проявявайки обичайната си щедрост, дарява стареца с много злато, с което той наема работници да изсекат в скалите голяма църква в името на архистратега Михаил - днешната „Затрупана църква“ при село Иваново, Русенско. Скоро на това място е построен голям скален манастир, който приютява множество иноци/отшелници – Йоаким неуморно ги посвещава в божественото учение и ги направлява в монашеско бдение.
През 1234 година монахът Йоаким е избран за търновски архиепископ на мястото на оттеглилия се в един от светогорските манастири Василий. През следващата 1235 година цар Иван Асен II успява да извоюва независимостта на българската църква. На църковния събор в Лампсак (1235 г.), на който присъстват всички източни патриарси, Йоаким е интронизиран за български патриарх. Никейския патриарх Герман II му връчва лично послание, скрепено с подписите на останалите патриарси и със златен печат. Този ценен документ търновската църква се е потрудила много да го съхрани. Самият Йоаким се проявява не само като знаменит духовник и книжовник, но и като държавник. Вероятно след смъртта на Иван Асен II патриархът е бил регент-настойник на малолетния цар Калиман I Асен. Йоаким отделя голямо внимание и на чисто пастирските си задължения: моли се за страната и народа, грижи се за сираците, подпомага бедните и издейства помилването на осъдени, включително и със смъртни присъди.
Йоаким умира на 18 януари 1246 г. и скоро след смъртта му го провъзгласяват за светец, а в негова чест е написано специално житие.